# 太田貴之
太田 貴之（おおた たかゆき、1983年〈昭和58年〉1月20日 - ）は、日本の男性作曲家、編曲家、音楽プロデューサー、ギタリスト。大阪府寝屋川市出身。ファイブエイス所属。

## 経歴
幼少からピアノ・エレクトーンに親しみ、10歳の頃からクラシック・ギター、エレクトリック・ギターを始める。
その後はクラシックの道にも進みソロコンサートやオーケストラとの共演、音楽理論やソルフェージュ、オーケストレーションなどを学ぶ。
同時期にバンド活動などを重ねていく中でブラックミュージックやポップスに系統、作曲、編曲、DTM、トラックメイクなどを始める。
2008年に上京。SUPA LOVEに2011年まで在籍。
2015年、ファイブエイス所属となる。
2017年、オリコン年間ランキング編曲家部門で4位にランクイン。

## 人物
ギタリストとしても豊富なキャリアを持ち、数々のライブやレコーディングに参加している。織田哲郎と親交が深い。裁判傍聴マニア。サウナー。

## 楽曲提供
- ケツメイシ
  - 「愛に恋して -fallin in luv with a Love-」（共作曲・編曲）
- JAY'ED
  - 「サヨナラ」（編曲・プロデュース）
- JAY'ED × JUJU
  - 「永遠はただの一秒から」（編曲・弦編曲・プロデュース）
- ユナク from 超新星
  - 「Kiss You」（作曲・編曲・弦編曲・プロデュース）
- Little Glee Monster
  - 「JOY」（編曲）
- AKB48
  - 「#好きなんだ」（編曲）
- NMB48
  - 「まさかシンガポール」（作曲・編曲）
  - 「僕だって泣いちゃうよ」（作曲・編曲）
- ラストアイドル
  - 「眩しすぎる流れ星」（作曲・編曲）
- Nona Diamonds（AKB48グループ歌唱力No.1決定戦ユニット）
  - 「はじまりの唄」（共作曲・編曲・弦編曲）
- えのぐ
  - 「ハートのペンキ」（作曲・編曲・弦編曲）
- ももいろクローバーZ
  - 「新しい青空へ」（編曲・弦編曲）
- Awww!
  - 「君からの卒業」（共作曲・編曲）
- いぎなり東北産
  - 「コンビニエント・エゴ」（共作曲・編曲）
  - 「気楽に行こうよ」（共作曲・編曲・弦編曲）
  - 「恋愛フィルター」（編曲）
- THE IDOLM@STER MILLION THE@TER GENERATION 09
  - 「RED ZONE」（作曲・編曲）
- ウマ娘 プリティーダービー STARTING GATE5
  - 「L's Surprise!!」（作曲）
- 森七菜
  - 「背伸び」（共作曲・編曲・弦編曲）
- 松下奈緒
  - 「忘れないのは」（編曲・弦編曲）
- 上地等 （BEGIN）
  - 「回遊者」（共編曲）
  - 「レモンチューハイ」（共編曲）
- 黒沢薫
  - 「横顔」（編曲・弦編曲）
  - 「NIGHT FLIGHT」（編曲）
- 黒沢薫 feat.SKY-HI
  - 「Wake Up」（共作曲・編曲）
- 黒沢薫 feat.鈴木雅之
  - 「心はいつも」（編曲）
- Goose house
  - 「Raugh」（編曲・弦編曲）
  - 「あの日の歌」（編曲）
  - 「Best friend」（編曲）
- 沙夜香（Play.goose）
  - 「咲き誇れ」（編曲・弦編曲）
  - 「プパリア」（編曲・弦編曲）
- マナミ（Play.goose）
  - 「CURTAIN CALL」（弦編曲）
- さくらしめじ
  - 「えそらごと」（編曲）
  - 「はじまるきせつ」（サウンド・プロデュース）
  - 「まよなかぴくにっく」（サウンド・プロデュース）
  - 「てぃーけーじー」（サウンド・プロデュース）
  - 「さんきゅう」（弦編曲・サウンド・プロデュース）
- JAMOSA
  - 「byebye」（編曲・弦編曲）
  - 「長い間」（編曲・弦編曲）
- LGYankees
  - 「サヨナラ言えない僕 feat.SO-TA」（編曲）
- 末延麻裕子
  - 「passage of time」（作曲・編曲・プロデュース）
  - 「Happy Orange~太陽に届け~」（作曲・編曲・プロデュース）
  - 「ブエノスアイレスの春」（編曲・プロデュース）
  - 「白鳥の湖」（編曲・プロデュース）
- Skoop On Somebody
  - 「Beautiful Sound」（編曲）
  - 「明けの明星」（作曲・編曲）
  - 「Fly」（編曲）
  - 「風待ち」（編曲）
- alan
  - 「道標」（編曲・弦編曲）
- D-51
  - 「4.9cm」（編曲）
- DEPAPEPE
  - 「Reflection」（編曲）
  - 「My hometown」（編曲）
  - 「ROSY」（編曲）
- 坂詰美紗子
  - 「ありがとう」（編曲・弦編曲・ディレクション）
  - 「泣かないでママ」（編曲・弦編曲・プロデュース）
  - 「わたしと折り鶴」（編曲・弦編曲・プロデュース）
  - 「メリメリクリスマス」（編曲・プロデュース）
  - 「ハッピーハッピークリスマス」（編曲・プロデュース）
  - 「響~ HIBIKI~」（編曲）
  - 「思い出ロード ~世界一の幸せ者になれ~」（編曲・弦編曲・プロデュース）
  - 「ダメもとでいい~」（編曲）
- dorlis
  - 「恋に落ちたラードゥロ」（編曲・弦編曲・サウンド・プロデュース）
  - 「ヒロインと呼ばないで」（編曲・弦編曲・サウンド・プロデュース）
  - 「針のない時計」（編曲・弦編曲・サウンド・プロデュース）
  - 「市民プールとスケートリンク Gt Ver」（編曲）
- なかねかな
  - 「地獄で逢いましょう」（編曲）
  - 「AWA」（編曲）
  - 「blue」（編曲）
- 多和田えみ
  - 「ねぇ」（作曲・編曲・弦編曲）
  - 「a winter day」（作曲・編曲）
  - 「大切なもの」（編曲）
- 遠坂めぐ
  - 「新曲」（編曲・弦編曲・プロデュース・ギター・ベース）
  - 「5時半過ぎの音楽室で」（編曲・弦編曲・プロデュース・ギター・ベース）
  - 「恋人はシンガーソングライター」（編曲・弦編曲・プロデュース・ギター・ベース）
  - 「インスタントオリジナリティ」（編曲・弦編曲・プロデュース・ギター・ベース）
  - 「真夏のパラドックス」（編曲）
  - 「もうすぐ花火はじまるよ」（編曲）
  - 「さとり世代」（編曲）
  - 「タイトル未定」（編曲）
  - 「明日君に会えるせいだ」（編曲・プロデュース・ギター・ベース）
  - 「ピアス」（編曲・プロデュース・ギター・ベース）
  - 「私が結婚するまでは」（編曲・プロデュース・オルガン）
- 林寛子
  - 「HITO と言うもの」（編曲）
- Mia REGINA
  - 「無謬の花」（共作曲・編曲・弦編曲）
  - 「流れ星」（共作曲・編曲・弦編曲）
- 三浦祐太朗
  - 「ハタラクワタシヘ」（編曲）
- May J.
  - 「one in a million」（編曲）
- 山出愛子
  - 「ピアス」（共作曲・編曲）
  - 「3月なんて」（共作曲・編曲）
  - 「はなまる」（共作曲・編曲）
  - 「365日サンタクロース」（共作曲・編曲）
- 遊助
  - 「海の家」（作曲・編曲）
- 夢色キャスト
  - 「Start new sailing!!」（作曲・編曲）
- 南条愛乃
  - 「君が笑む夕暮れ~Acoustic ver~」（編曲）
- 三令
  - 「Tell me what U want!」（作曲・編曲）
- 山本淳一
  - 「メリーゴーランド」（作曲・編曲）
  - 「砂時計」（作曲・編曲）
- ロケットりょう太
  - 「ありがとう、いてくれて」（作曲・編曲）
- 「陰陽師本格幻想RPG」5周年記念テーマソング
  - 「夢の先で君と会えるから」（作曲）
- ファンタスマゴリック
  - 「生まれてくれてありがとう」（編曲）
- 金築卓也
  - 「HITO と言うもの」（編曲）
- Ryohei &織田哲郎 
  - 「小吉物語」（編曲）
- Rihwa
  - 「It's you!!」(編曲)
- 阪井あゆみ
  - 「ex-lover」（編曲）
  - 「Precious」（編曲）
- Fire Lily
  - 「True to my heart~大切な想い」（編曲）
  - 「Oceans Love」（作曲・編曲）
  - 「片想い feat. 黒沢薫 fromゴスペラーズ」（作曲・編曲）
- 山田タマル
  - 「観覧車」（編曲）
  - 「LOVE ME TENDER」（編曲）
  - 「ALL YOU NEED IS LOVE」（編曲）
- Mye
  - 「ランドセルの未来」（編曲・管編曲）
- Joe9
  - 「高速道路の花火大会」（編曲・管編曲）
  - 「そっとおやすみ」（編曲・管編曲）
  - 「えくぼと未来」（編曲）
- nucca
  - 「Sunday Morning」（編曲）
  - 「CALIFORNICATION」（編曲）
  - 「THE LADY WANTS TO KNOW」（編曲）
- 栗林みな実
  - 「星の息吹」（編曲[7]）

## 劇版・TV・CMなど
- 映画「魔女の宅急便」劇中曲「VOICE」（共作曲・共編曲・弦編曲）
- 映画「一度死んでみた」（音楽制作 ヒャダインと共作）
- TBS「UTAGE!」（音楽制作）
- パナソニック「マッサージソファCM」（音楽制作）
- ラジオ FM Yokohama「Startline」（ジングル制作）

## レコーディング
- アニメ「宇宙よりも遠い場所」
- アニメ「WIXOSS DIVA(A)LIVE」
- アニメ「とある科学の超電磁砲」
- アニメ「Dimension W」
- アニメ「プリンス・オブ・ストライド」
- アニメ「RErideD-刻越えのデリダ-」
- アニメ「ネトゲの嫁は女の子じゃないと思った?」
- アニメ「ヘヴィーオブジェクト」
- アニメ「東京レイヴンズ」

## ライブサポート
- スキマスイッチ
- CHEMISTRY
  - 川畑要
- JAY'ED
- JUJU
- NICHKHUN(from 2pm)
- クリス・ハート
- ゴスペラーズ
  - 黒沢薫
- 鈴木雅之
- 有安杏果
- 竹澤汀
- 沙夜香(Goose house)
- ワタナベシュウヘイ(Goose house)
- Skoop On Somebody
- DANCE☆MAN
- Little Glee Monster
- Hitomi
- 矢井田瞳
- 木梨憲武
- さかいゆう
- 藤原さくら
- 夏川りみ
- 福原美穂
- 清水翔太
- 大黒摩季
- Ms.OOJA
- 一青窈
- 青山テルマ
- Metis
- May J.
- Anly
- PUSHIM
- さくらしめじ
- 森大輔
- SOFFet
- Chay
- dorlis
- Mye
- 坂詰美紗子
- 近藤夏子
- 多和田えみ
- 山出愛子
- 遠坂めぐ
- 竹本健一
- Rihwa
- FireLily
- AZU
- SEAMO
- Sunya
- 織田哲郎

## TV・ラジオ出演
- TBS UTAGE! 音楽制作
- フジテレビ系列 「関ジャニ∞クロニクル」
- 東海ラジオ「ゴスペラーズ黒沢薫 ぽんラジオ」